# 10217 Richardcook
10217 Richardcook eller 1997 SN4 är en asteroid i huvudbältet som upptäcktes den 27 september 1997 av NEAT vid Haleakalā-observatoriet. Den är uppkallad efter Richard Cook
Asteroiden har en diameter på ungefär 8 kilometer.